# Williamsville (Nueva York)
Williamsville es una villa ubicada en el condado de Erie en el estado estadounidense de Nueva York. En el año 2020 tenía una población de 5.423 habitantes y una densidad poblacional de 1.717,3 personas por km².

## Geografía
Williamsville se encuentra ubicada en las coordenadas 42°57′45″N 78°44′33″O / 42.96250, -78.74250.

## Demografía
Según la Oficina del Censo en 2000 los ingresos medios por hogar en la localidad eran de $47.557, y los ingresos medios por familia eran $65.300. Los hombres tenían unos ingresos medios de $43.500 frente a los $32.172 para las mujeres. La renta per cápita para la localidad era de $27.177. Alrededor del 4,5% de la población estaban por debajo del umbral de pobreza.